# Oued Seguen
Oued Seguen (în arabă وادى سقن) este o comună din provincia Mila, Algeria.
Populația comunei este de 13.319 locuitori (2008).